# جنجال عروسی
جنجال عروسی فیلمی به کارگردانی و نویسندگی احمد نجیب‌زاده محصول سال ۱۳۴۹ است.

## خلاصه داستان
دختر و پسری با هم نامزد هستند و قصد ازدواج دارند تا اینکه ناگهان پسر متوجه می‌شود که دختر در کاباره‌ای برنامه اجرا می‌کند…

## بازیگران
- فائقه آتشین
- گرشا رئوفی
- غلامحسین بهمنیار
- ثریا بهشتی
- پروانه
- مرتضی حاج سید احمدی
- عباس قاجار
- گیتی فروهر